# IC 184
IC 184 ist eine aktive Spiralgalaxie mit ausgedehnten Sternentstehungsgebieten vom Hubble-Typ SAB(rs)ab? im Sternbild Walfisch südlich der Ekliptik. Sie ist schätzungsweise 241 Millionen Lichtjahre von der Milchstraße entfernt und hat einen Durchmesser von etwa 80.000 Lj.
Im selben Himmelsareal befinden sich u. a. die Galaxien NGC 788 und NGC 779.
Das Objekt wurde am 15. Oktober 1887 vom US-amerikanischen Astronomen Ormond Stone entdeckt.